# 比尔吉茨
比尔吉茨是奥地利蒂罗尔州因斯布鲁克兰县的一个市镇。总面积4.78平方公里，总人口1306人，人口密度273.2人/平方公里（2011年）。